# Aclerda tokionis
Aclerda tokionis är en insektsart som först beskrevs av Cockerell 1896.  Aclerda tokionis ingår i släktet Aclerda och familjen Aclerdidae. Inga underarter finns listade i Catalogue of Life.